# 貪 (佛教)
貪（rāga，lobha，藏文： 'dod chags），佛教術語，意思為依戀、熱切的想要、渴望、貪婪，是一種心情狀態，熱衷與貪圖於世間三有的事物，希望獲得與保有，但終是受挫。它的根源是無明、愚癡以及我見，被認為是三毒之一。它也是一種心所。其反義字為無貪。

## 字源
在梵文中，貪（rāga）的字面意思是顏色，或是色調，可以當成染色或為物體加上顏色的意思。在音樂中，被用作是一種音調的名字，即拉格。佛教使用這個單字在人身上，代表不純潔，被世間與欲望污染，或是基本性格上的缺陷。
在佛教中，與貪愛（lobha）常被當成是同義字，在經中較常使用，在阿毗達摩中，使用較多，當作為心所時，主要稱為。

## 概論
貪是指對於外境，產生愛取，不願放棄的心態。源於對於三界的愛，會帶來苦。
釋迦牟尼佛認為，離開貪欲，可以使心解脫，離開無明，可得慧解脫。
對於欲樂（Kāma）的貪，稱為欲貪（Kāma-rāga）。因為欲貪而產生貪欲（kāmacchanda），為五蓋之一。